# Ablaincourt-Pressoir
Ablaincourt-Pressoir är en kommun i departementet Somme i Hauts-de-France i norra Frankrike, sydväst om Péronne.

## Historik
Under slaget vid Somme i samband med första världskriget, i juni-november 1916, spelade Ablaincourt en stor roll. Byn erövrades av fransmännen 7 november 1916, återtogs av tyskarna våren 1918 och av de allierade i augusti 1918.
1966 slogs de två grannbyarna Ablaincourt och Pressoir ihop till en kommun.

## Befolkningsutveckling
Antalet invånare i kommunen Ablaincourt-Pressoir
| Referens: INSEE |